# Halbemond
Halbemond é um município da Alemanha localizado no distrito de Aurich, estado de Baixa Saxônia.
Pertence ao Samtgemeinde de Hage.